# 로베르 드 몽테스키우
로베르 드 몽테스키우(Robert de Montesquiou,  1855년 3월 19일 ~ 1921년 12월 11일)는 프랑스의 시인, 문학가, 댄디이자 문예 비평가이다.
시인이자 건방진 댄디이던 몽테스키우는 위스망스의 소설 <거꾸로>(1884)의 등장 인물 데제셍트과 장 로랭의 소설 <포카스 씨>의 모델이며, 마르셀 프루스트의 <잃어버린 시간을 찾아서>의 샤를뤼스 남작의 모델 중 한 명이기도 하다. 프루스트는 이를 부정했지만 몽테스키우는 샤를뤼스 남작을 보고 프루스트에게 분노했다.
몽테스키우가 여러 활동을 하고 양질의 작품을 썼음에도 이후의 세대는 그를 혹평해왔다.

## 생애

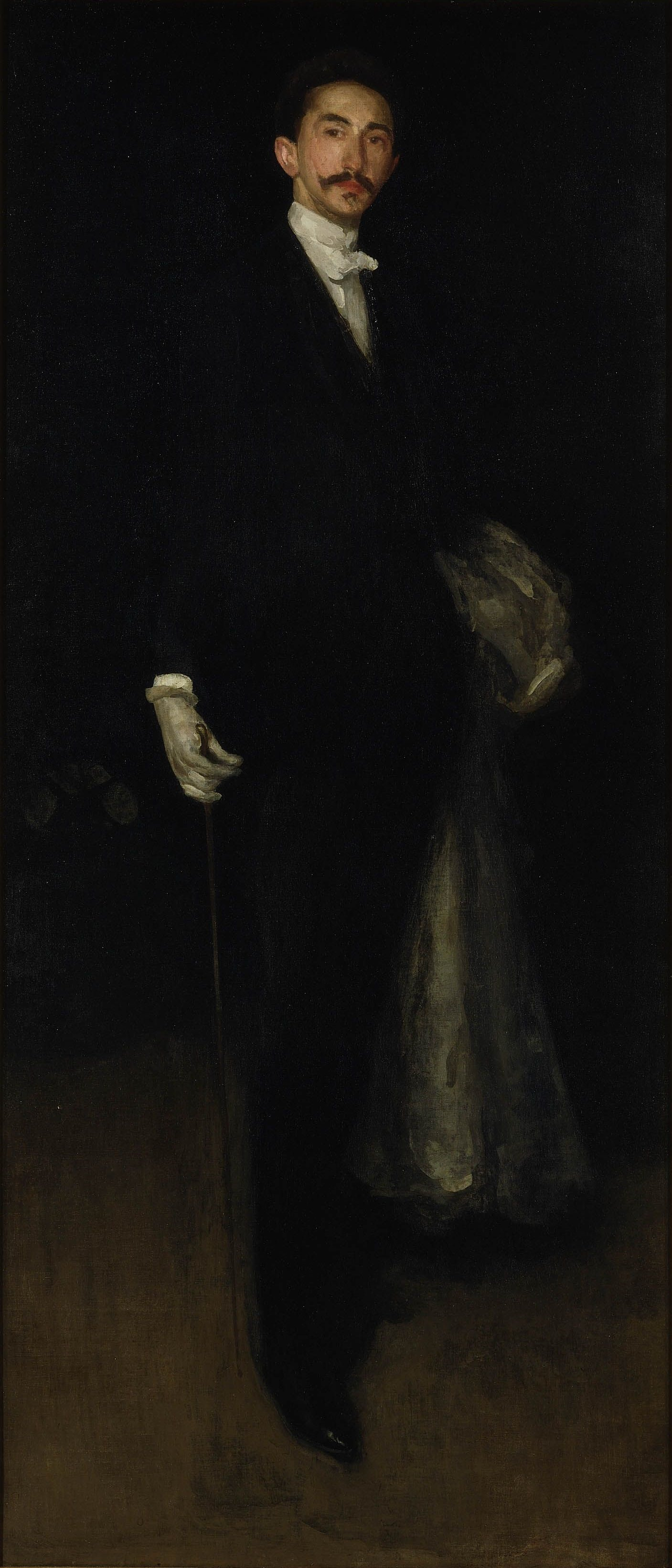
몽테스키우 백작 초상, 휘슬러 작. (1891)

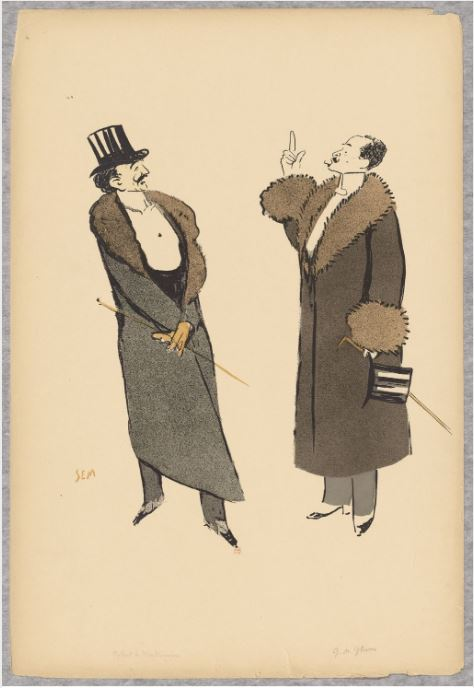
로베르 드 몽테스키우와 가브리엘 이투리, 판화가 상(1863-1934) 작.

마리 조제프 로베르 아나톨 드 몽테스키우-페장삭은 조키 클럽의 부회장인 티에리 드 몽테스키우-페장삭(1824-1904) 백작과 아나톨 드 몽테스키우-페장삭의 손자이던 폴린 뒤루 백작부인 사이에서 막내이자 넷째 아들로 태어났다. 아버지는 가스코뉴에서 유래한 매우 오래된 프랑스 귀족가 태생이었고, 어머니는 부유한 부르주아 가문 출신이었다. 아버지가 귀천상혼 했다고 느끼며 괴로워하던 몽테스키우는 어머니와 거리를 두며 어머니쪽 가문은 스위스 출신이라며 거짓말을 하곤 했다.
누나 엘리즈는 루이 드 캉바세레스(바틸드 보나파르트 공주의 과부)와 재혼하게 된다.
1885년 몽테스키우는 베네치아에서 훗날 자신의 비서이자 친구가 되는 젊은 아르헨티나인 가브리엘 이투리(1864-1905)를 만난다.
뮈니예 수도원장은 이러한 우정을 다음과 같이 말한다. "로베르 드 몽테스키우는 (...) 자신의 친구 가브리엘 이투리를 회상한 책의 집필을 막 끝냈고 그 책의 한 챕터를 들려주고자 집에 날 초대했다. 그가 가장 사랑한 존재였다." (저널, 1908년 6월 23일, op.cit., 171쪽) (...) "그는 매달 12일에 자신의 친구를 위해 미사를 해달라고 내게 부탁했다. 그 자신이 가브리엘 이투리를 위해 바친 베르사유의 아름다운 묘소에 나를 데려갔다." (idem., 1909년 9월 4일)
시 창작과 관련해서 몽테스키우는 호된 비판을 받는다. 일부 독자들에게 그는 "이류 시인", "대체로 바람직하지 못한 취향의 탐미주의자", 특정 독자를 위해 쓰고, 오로지 그들만을 위한듯한, "위대한 저작을 저술하는 데에 있어" 성공하지 못할 것라고 평가받았다. 몽테스키우의 시와 비평 작품은 들쭉날쭉한 질이었다만은 대단히 화려하고, 보통 섬세한 감각이 있다. 포랭이 몽테스키우를 두고 "그로테스키우"라 심술궂게 부른 만큼, 피에르 루이스가 그를 신랄히 비판하는 시를 남긴 만큼, 몽테스키우의 시집 <박쥐>Les Chauves-souris(1892)와 <푸른 수국>Les Hortensias bleus(1896)이 출간되었을 때 조르주 로덴바크, 폴 베를렌, 아나톨 프랑스, 르콩트 드 릴, 공쿠르 형제를 비롯하여 여러 작가들이 R... 드 M... 백작, 그를 옹호하고 변호했다. 몽테스키우는 돈독한 우정의 친구들로 둘러싸였다. 먼저, 조카딸 그레퓔 백작부인, 카사 퓌에르트 후작 부부, 비베스코 공주, 여배우 사라 베른하르트, 그가 "장미의 여제"라 칭한 마들렌 르메르, 레옹 공주, 쥐디트 고티에, 귀스타브 모로, 제임스 애벗 맥닐 휘슬러, 안토니오 드 라 강다라, 주르주 욍첼, 거기에 한때는 옥타브 미리보가 있었다. 가브리엘레 단눈치오 역시 몽테스키우의 친구들 가운데 하나로, 이 위대한 이탈리아 시인이 아르카숑에 머물 무렵 특히 친분을 쌓았다. 두 친구는 매우 유사한 삶과 이해의 일치를 가졌다. 몽테스키우는 즈느비예브 비제의 문학 살롱에 자주 드나들었으며, 그곳에서 앙리 멜악, 그와 같은 댄디이자 소설가인 폴 부르제나 조제프 레나슈를 만나게 된다.
몽테스키우는 당대 전위적인 이들을 지원했다. 관련 인물들로는 시에서는 스테판 말라르메, 폴 베를렌, 음악에서는 클로드 드뷔시나 가브리엘 포레, 회화에서는 폴 엘뢰와 레옹 바크스트가 있다. 몽테스키우는 몇몇 예술가들을 단지 정신적인 측면에서 돕는 것에 만족하지 않았다. 예를 들어 몽테스키우는 (모리스 바레스나 베아른 백작부인 등) 열댓명의 기부자들과 함께 베를렌에게 자신이 죽을 때까지 시를 대가로 받으며 연금을 지원한다.
또한 몽테스키우는 여러 작가들을 재평가하는 중요한 역할을 했다. 관련된 강연까지 한 낭만주의 여시인 마르셀린 데보르드발모르는 몽테스키우가 발굴한 작가 중 하나로, 1896년 두에에서 사라 베른하르트, 마르게리트 모레노와 함께 그녀에 관한 독서를 하고 동상 개막식에 행사에 참석하기까지 한다.
또한 몽테스키우는 제2제정 시절 낭만적인 삶과 자신의 사진으로 유명했던 카스틸리오네 백작부인을 찬양했다.

## 작품

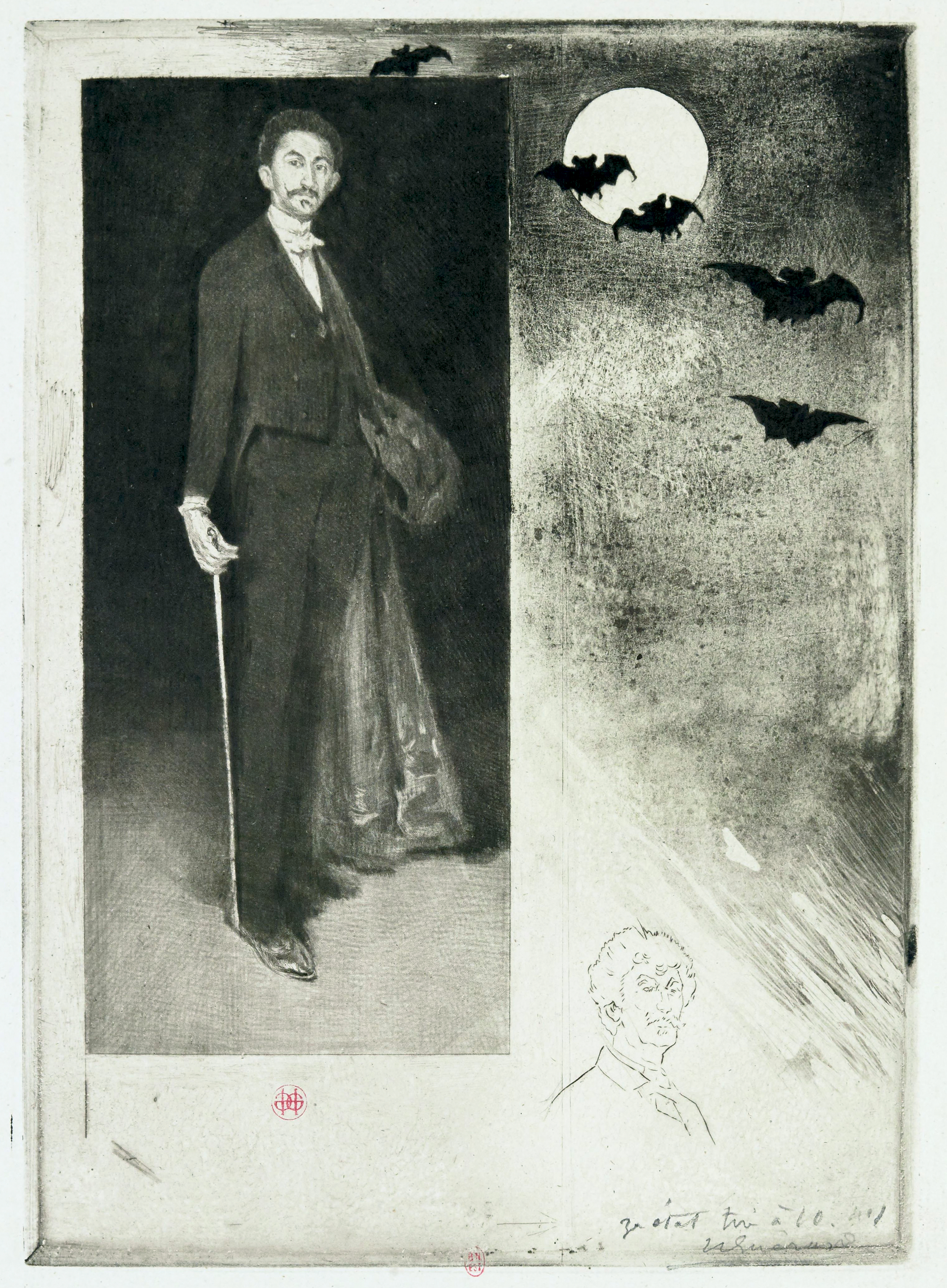
Robert de Montesquiou. Gravure d'Henri Guérard d'après Whistler.

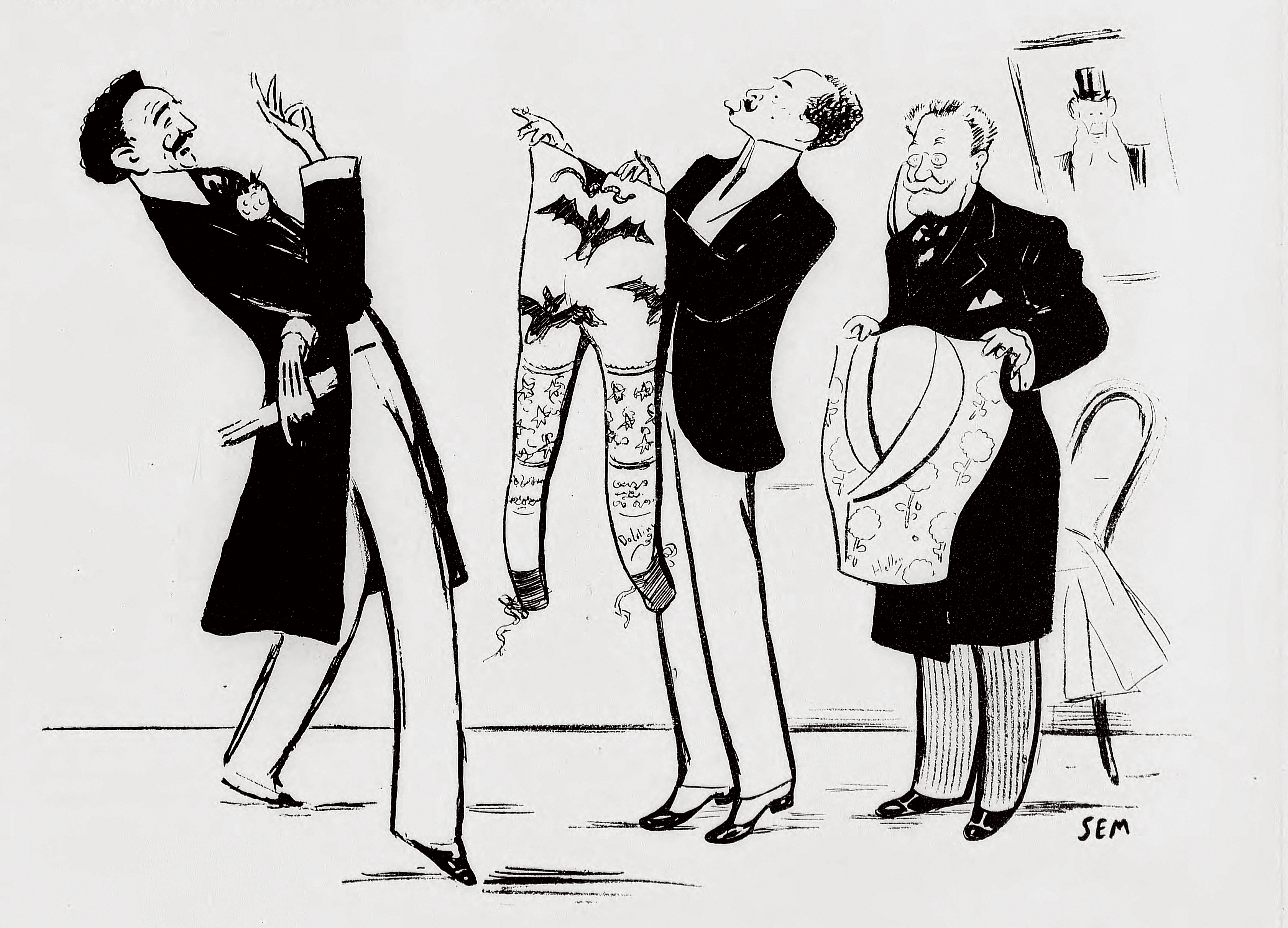
Montesquiou (à gauche) chez Charvet (à droite). Au centre, Gabriel Yturri tend à Montesquiou un caleçon orné de chauves-souris (caricature de Sem)

몽테스키우는 시집 18권, 비판 저작 22권, 소설 2권과 전기 2권을 집필했다. 총 3권으로 구성된 회상록은 사망 이후 출간되었다.

### 시
- <박쥐>Les Chauves-Souris, Clairs obscurs, Paris, Richard, édition privée, ornée de dessins de Whistler, Antonio de La Gandara, Jean-Louis Forain et Hōsui Yamamoto, 1892
- Le Chef des odeurs suaves, Floréal extrait, Richard, 1893 (réimpression en 1894 ornée d'un dessin par Breughel)
- Le Parcours du rêve au souvenir, Paris, Charpentier et Fasquelle, 1895
- <푸른 수국>Les Hortensias bleus, Charpentier et Fasquelle, 1896 (couverture ornée d'un dessin de Paul César Helleu)
- Les Perles rouges : 93 sonnets historiques, Charpentier et Fasquelle, 1899 (2e illustrée de quatre eaux-fortes d'Albert Besnard)
- Les Paons, Charpentier et Fasquelle, 1901 (couverture illustrée d'un dessin par René Lalique)
- Prières de tous : huit dizaines d'un chapelet rythmique, Paris, La Maison du Livre, 1902 (illustrée de dessins de Madeleine Lemaire)
- Calendrier Robert de Montesquiou pour 1903 (couverture illustrée d'un portrait de Montesquiou avec chauves-souris dorées, et orné à chaque page d'un vol de chauves-souris, tiré en or ou en bleu)
- Calendrier Robert de Montesquiou 1904 (édition illustrée de dessins)
- Passiflora, Paris, éditions de L'Abbaye, 1907 (couverture illustrée d'un dessin par Montesquiou)
- Les Paroles diaprées. Cent dédicaces, Richard, 1910
- Les Paroles diaprées. Nouvelle série de dédicaces, Richard, 1912
- Les Offrandes blessées : élégies guerrières, Paris, Edward Sansot, 1915 (3e édition ornée d'un frontispice d'après Ingres)
- Nouvelles Offrandes blessées , La Maison du livre, 1915 (frontispice par Henri Gervex)
- Offrande coloniale, 1915
- Sabliers et lacrymatoires : élégies guerrières et humaines, Sansot, 1917 (frontispice d'après Auguste Rodin)
- Un moment du pleur éternel : offrandes innommées, Sansot, 1919 (frontispice d'Aubrey Beardsley)
- Les Quarante Bergères : portraits satiriques, Paris, La Librairie de France, 1925 (publication posthume, avec frontispice d'Aubrey Beardsley et lettrines gravées sur bois par Carrera Llano-Florez, né en 1889)

### 수필
- Félicité : étude sur la poésie de Marceline Desbordes-Valmore, suivie d'un essai de classification de ses motifs d'inspiration, Paris Alphonse Lemerre, 1894 (ornée d'un portrait de Mme Valmore d'après Devéria)
- Roseaux pensants, Charpentier et Fasquelle, 1897
- Apollon aux lanternes, Paris, Albert Lanier, 1898
- Autels privilégiés, Charpentier et Fasquelle, 1898
- Alice et Aline, une peinture de Théodore Chassériau, Charpentier et Fasquelle, 1898
- Musée rétrospectif de la classe 90 (parfumerie, matières premières, matériel, procédés et produits) à l'Exposition universelle internationale de 1900, Paris, Belin Frères, 1900
- « Alfred Stevens », dans Gazette des beaux-arts, février 1900, pp. 101-118 —“Gallica”.
- Pays de aromate, Paris, Henri Floury, 1900
- L'Inextricable Graveur : Rodolphe Bresdin, Richard, 1904
- Professionnelles Beautés, Paris, Félix Juven, 1905
- Altesses sérénissimes, Félix Juven, 1907
- Assemblée de notables, Félix Juven, 1908
- Saints d'Israël, La Maison du livre, 1910
- Brelan de dames, essai d'après trois femmes auteurs, Fontemoing et Cie, 1912
- Têtes d'expression, Paris, Émile-Paul Frères, 1912
- Paul Helleu, peintre et graveur, Floury, 1913
- Têtes couronnées, Edward Sansot, 1916
- Majeurs et mineurs, Sansot, 1917
- Diptyque de Flandre, triptyque de France, Sansot, 1921
- Les Délices de Capharnaüm, Émile-Paul Frères, 1921
- Élus et Appelés, Émile-Paul Frères, 1921
- Le Mort remontant, Émile-Paul Frères, 1922

### 소설
- La Petite Mademoiselle, Paris, Albin Michel, 1911
- La Trépidation, Paris, Émile-Paul Frères, 1922

### 전기
- Le Chancelier des fleurs : douze stations d'amitié, La Maison du livre, 1907
- La Divine Comtesse : étude d'après Madame de La Castiglione, Paris, Maison Goupil, 1913
- L'Agonie de Paul Verlaine (1890-1896), Paris, M. Escoffier, 1923

### 극
- <미카일. 4부작 미스터리 극>Mikhaïl. Mystère en quatre scènes, 레프 톨스토이를 모방하여, 1901년경

### 회상록
- <지워진 발자국>Les Pas effacés, en trois volumes, Émile-Paul Frères, 1923 ; réédition aux Éditions du Sandre, 2007

### 서한
- <로베르 드 몽테스키우, 1855-1921 : 한 세기에서 다른 세기로>Robert de Montesquiou, 1855-1921 : d'un siècle à l'autre, correspondance éditée par Ralph Brauner, Paris, Vitrines d'archives, l'Association des amis des archives, 2014 ISBN 978-2-9548343-1-3
- M. Proust - R. de Montesquiou. Correspondance, préface de Mathilde Bertrand, Paris, éditions Rivages, coll. « Rivages Poche Petite Bibliothèque », 2019 ISBN 978-2-7436-4476-5

### 내용주
1. ↑  second ordre는 제2신분; 귀족이라는 뜻 역시 있으므로 중의적인 표현이라 할 수 있음

### 참조주
1. ↑  Cyril Grunspan "Marcel Proust: tout dire", 2005, 35쪽.
2. ↑  William Howard Adams "En souvenir de Proust: les personnages du temps perdu" Edita, 1985, 76쪽.
3. ↑  Francesco Rapazzini "Elisabeth de Gramont: Avant-gardiste", Fayard, 2004, page 57.
4. ↑  Antoine Bertrand, Les Curiosités esthétiques de Robert de Montesquiou, Librairie Droz, 1996, page 10
5. ↑  Antoine Bertrand Les Curiosités esthétiques de Robert de Montesquiou, Librairie Droz, 1996, page 44.
6. ↑  p. 340 de l'édition de ses Poésies, Paris, Jean-Jacques Pauvert, 1988.
7. ↑  Il lui avait dédié un poème inédit: «À Sarah Bernhardt (pour sa fête en 97)», faisant partie de la vente publique de la bibliothèque de la comédienne: Bibliothèque de Mme Sarah Bernhardt. Paris, Librairie Henri Leclerc. 1923 [25-27 juin]. 2 volumes 229: Robert de Montesquiou, «À Sarah Bernhardt (pour sa fête en 1897)» - poème manuscrit inédit]. Ce manuscrit inédit a été à nouveau vendu le 9 chez Christie's à Paris.
8. ↑  André Germain, Les Clés de Proust, Paris, éd. Sun, 1953, p. 52